# 圣杯

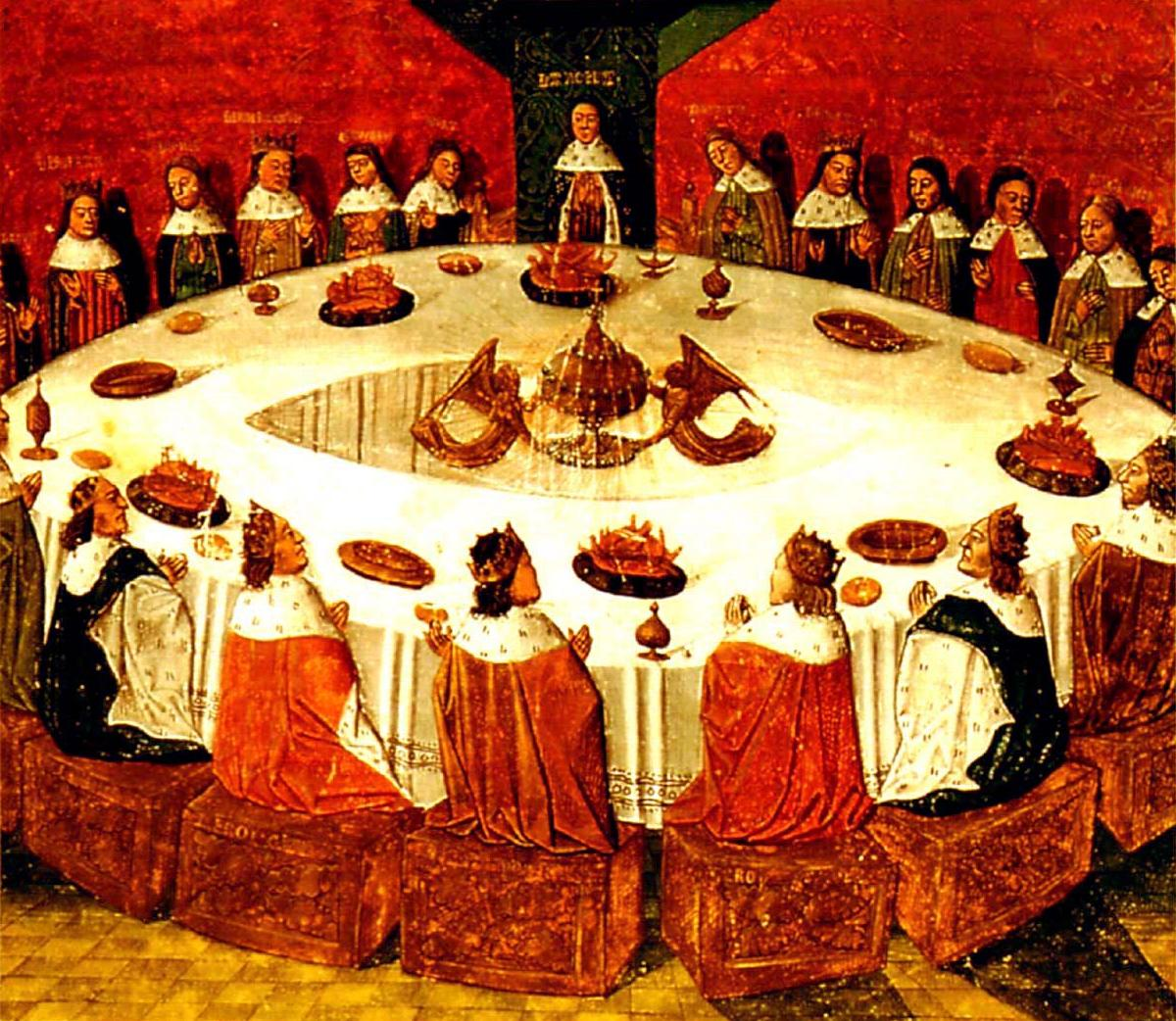
1470年摘自《手抄本》中的插图。相传亚瑟王曾率领众骑士团成员前往彼世寻找神奇的魔法炉。图中圆桌骑士们第一次亲眼目睹圣杯显圣，它闪耀着神奇的光芒，光彩壮丽。

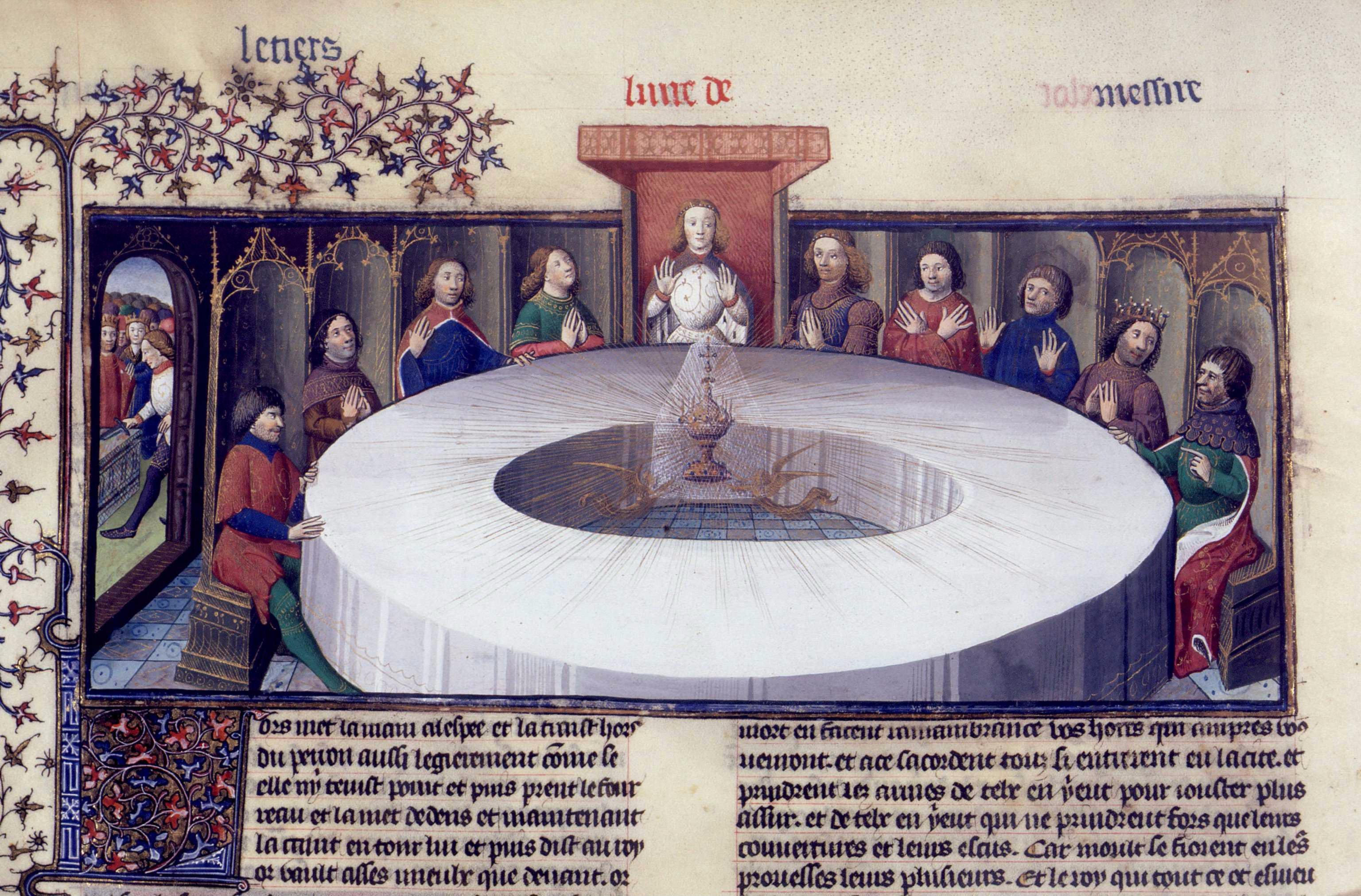
1400年选自原稿。圣杯端立在圆桌中央，闪闪发光，圆桌骑士们屏息凝望。它发出眩目的光芒，把整个大殿映照得如同白昼。他们都被这圣物给震撼住了，不由自主地想起了最后的晚餐。

聖杯（英語：Holy Grail，或譯「聖盃」）是在公元33年，犹太历尼散月十四日，也就是耶穌受難前的逾越节晚餐上，耶稣遣走加略人犹大后吩咐11个门徒喝下里面象征他的血的红葡萄酒，藉此创立了聖餐禮。
后来很多传说相信这个杯子具有某种神奇的能力，如果能找到这个圣杯而喝下其盛过的水就将返老还童、死而复生并且获得永生，这个传说广泛延续到很多文学、影视、游戏等作品中，比如亚瑟王传说中，就有人说他终其一生的最大目标就是找到这个圣杯。華格納的歌劇如《帕西法爾》、《羅恩格林》，也都是以聖杯騎士的故事為題材。相传彼世安温的魔法炉是圣杯的前身。
目前在歐洲大約有200個古酒杯被認為可能是傳說中的聖杯，著名的有瓦倫西亞聖杯（Valencia Chalice）、熱那亞聖杯（Genoa Chalice）等。

## 亚瑟王传说中的圣杯

《圣杯少女》是1874年由丹特·罗塞蒂所绘的油画。图中守护着圣杯的少女手持圣杯，肩上的白鸽衔着金色的香炉，散发出一种仿佛汇聚了世界上所有香味的气味。

在基督耶稣被钉在十字架上时，鲜血流入到圣杯中。基督死后，亞利馬太人约瑟埋葬了他，并将圣杯带到了大不列顛島。圆桌骑士之一的加拉哈德曾利用圣杯的神奇力量治愈了奄奄一息的废王。
圣杯被带入不列颠之后不久就神秘失踪了。由于局势混乱，人们宁愿相信圣杯被藏在别国他处，也不愿意相信它还留在不列颠。但对于大多数的骑士而言，圣杯的存在激励了他们对真善美的追寻。受圣杯在卡美洛王朝中显圣的感染，无数骑士前仆后继，誓死要找到圣杯的所在地，并亲眼一睹圣杯的光彩。最后，在众骑士之中唯一只有加拉哈德能一睹圣杯的真颜。他双手捧着圣杯，刹那间无数闪烁光辉的天使们在眼前降临，随即天使们带着他的灵魂进入了天堂。
然而，基督的传奇中却带有强烈的凯尔特魔幻色彩。当覆盖着白布的圣杯出现在卡美洛王宫的时候，整个宫中充满了前所未有的香味，圆桌骑士们借着圣杯的香味尽情地享用着美味佳肴。最后，寻求圣杯成为寻求“上帝之体”的代名词；因此，当加拉哈德从亚利马太人约瑟手中接过它的时候，他的灵魂随之也得到了救赎，而且在基督彼世中获得了永生。
在凯尔特神话中，寻找圣杯是一个神圣又伟大的主题，“有能者居之”，只有配得上的人才能找到圣杯。寻找圣杯是所有英雄追寻中最艰险、最伟大的壮举。因此，无数骑士为了寻求圣杯而踏上了不归之路。

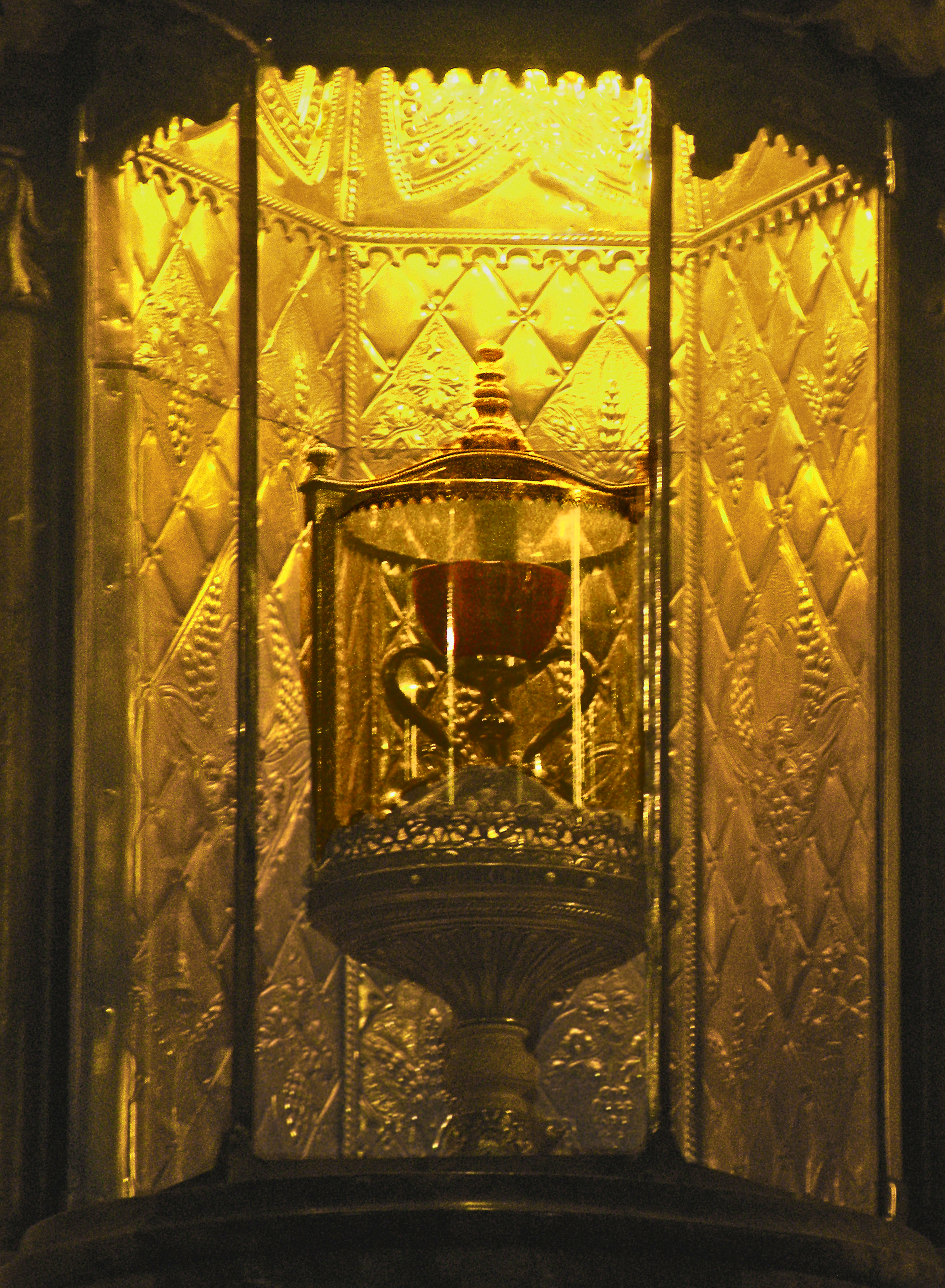
瓦倫西亞聖杯（Valencia Chalice）在瓦倫西亞主教座堂

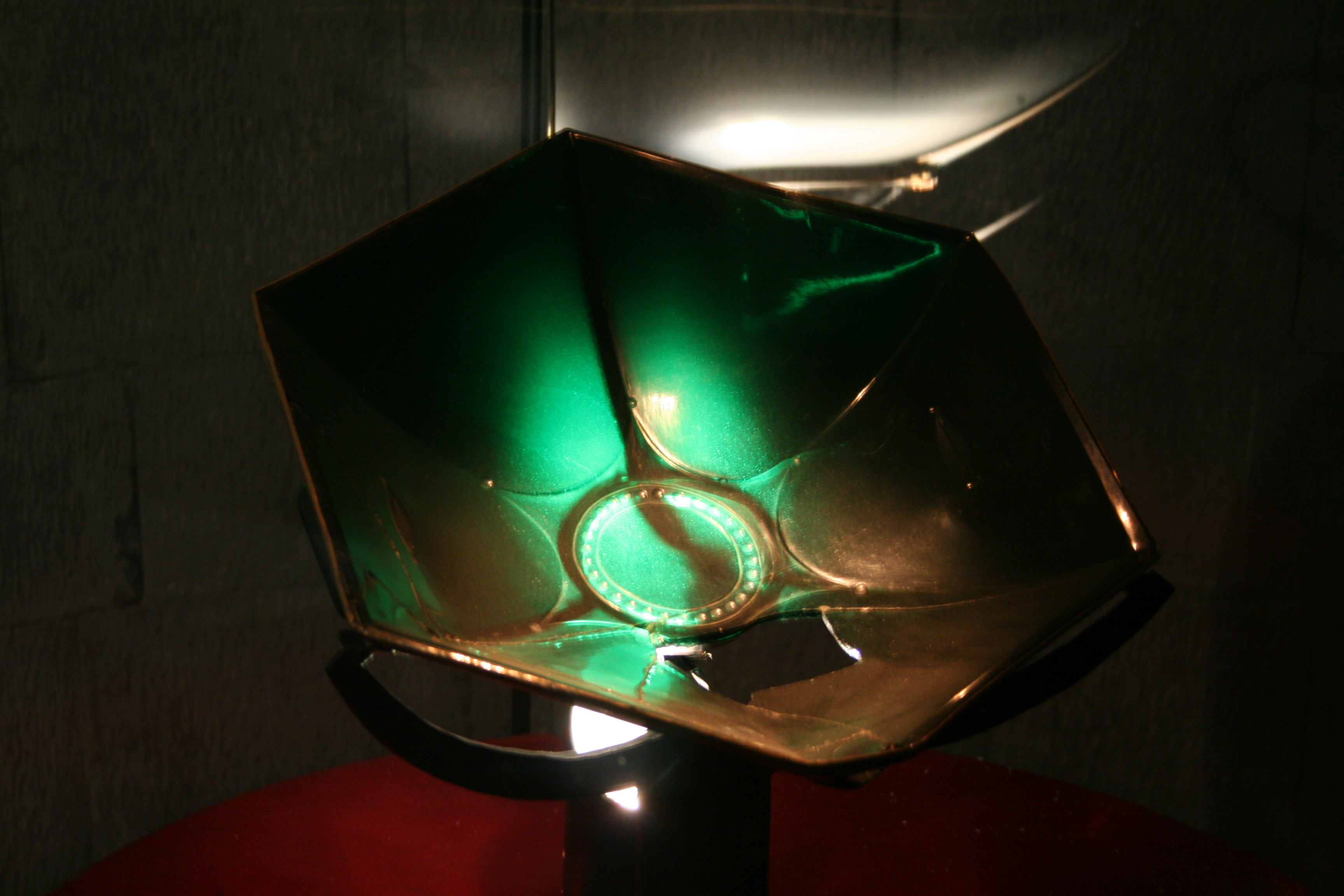
熱那亞聖杯（Genoa Chalice）在聖老楞佐主教座堂

## 文学和影视作品

### 《達芬奇密碼》
丹·布朗的悬疑小说《達芬奇密碼》对圣杯的解释引起了巨大的争议。書中說，聖杯並不像羅馬教廷宣稱的那樣，是耶穌在最後的晚餐中使用的杯子，而是一個隱喻。这本书还说，在达·芬奇的油画《最后的晚餐》里，一般认为的躺在耶稣怀里的“使徒约翰”实际上是抹大拉的马利亚（Mary Magdalene），而聖杯實際上指的是耶穌的配偶，那就是抹大拉的马利亚，她在耶稣被捕前已怀了他的孩子，并随之引申出基督的后裔，并涉及基督的神性与人性之争论。若圣杯真的是抹大拉的玛利亚，基督的神性就会被动摇，从而也颠覆了新约圣经的整个记载，也摧毁了整个基督教信仰的根基。这若属实的话，也成了世界上最大的一个謊言，就是耶稣不是神，而只是个拥有超凡思想的一个犹太凡人。然而这个说法受到基督宗教的強烈抵制，引起了极大争议。但也有人表示第二種說法，就是耶穌像人一樣有情慾。

### 聖戰奇兵
在以印第安那·瓊斯為主要角色的系列電影中有一集名為聖戰奇兵。其中就有瓊斯率領一幫人尋找聖杯的冒險故事。在這部電影裡，聖杯所盛的水有使人長生不死和奇特的治癒能力。瓊斯和對頭納粹德國的一些人為了爭奪聖杯展開了激烈的鬥爭。最終誰也沒有獲得聖杯，瓊斯父子卻都喝了聖杯所盛的水。聖戰奇兵中，聖杯不被允許離開聖殿，飲用者亦必須在聖殿中永世守護聖杯，永生力量離開聖殿就會失去效用。所以在這個系列電影的第四部，瓊斯的父親已經去世，聖杯所盛的水沒有為他帶來長生不死。

## 塔羅牌中的意思
在塔羅牌中，聖杯是小阿爾克那中的其中一個花色。在四要素中象徵水之要素，水屬性的星座包括巨蟹座、天蠍座和雙魚座，都是柔情似水的星座。圓形的聖杯可見聖杯是陰性的牌組，而且更屬陰中之陰，代表的是女性的心靈層面。牌組所代表的大都是人的情感和人際關係。在問及有關感情的問題時很少甚至沒有聖杯牌便表示大家對對方的感情未必很重了，當然亦需顧及當時牌陣的實際情況才能再作解釋。至於聖杯宮廷牌，一般設想人格特徵為比較敏感而浪漫的。
後來發展為撲克牌中的紅心。

## 相关作品
- 达芬奇密码
- 聖戰奇兵
- Fate系列
- 美少女戰士S
- 惡魔高校D×D
- 星刻龍騎士
- 女神異聞錄2
- 女神異聞錄5

## 音乐
- 《Mystère》 法国创作歌手 诺尔韦恩·勒鲁瓦(Nolwenn Leroy) 受圣杯启发创作的歌曲，收录在她 2005 年的专辑 《Histoires Naturelles》中。

## 其他意思
- 日本特攝作品假面騎士劍裡的角色名
- 動畫美少女戰士S中讓Sailor Moon變身成Super Sailor Moon的工具
- NASA月球任務重力回溯及內部結構實驗室的縮寫（Gravity Recovery and Interior Laboratory, GRAIL）

- 約櫃
- 圣幕
- 聖餐禮
- 逾越节
- 最后的晚餐
- 荆棘冠
- 聖釘（英语：Holy Nail）
- 真十字架
- 命運之矛
- 都靈裹屍布
- 达·芬奇
- 世俗主义
- 丹·布朗
- 印第安纳·琼斯